# Quebrada de Herrera (Putaendo)
La Quebrada de Herrera es una localidad situada en la comuna de Putaendo, en la Provincia de San Felipe de Aconcagua, dentro de la Región de Valparaíso, está ubicado a 10,6 km de Putaendo (Ciudad más cercana) y a unos 136 km de Valparaíso (Capital regional), mientras que es orillada por el Río Putaendo y el Estero las Manillas. Cuenta con una población de 698 habitantes.